# Kisum
Cso Hjerjong (hangul: 조혜령, RR: Jo Hye-ryeong; 1994. január 20. –) Kisum (Khisszom (hangul: 키썸, handzsa: Kisseom)) művésznéven is ismert dél-koreai rapper. 2015-ben az Unpretty Rapstar varietéműsor első évadjában vett részt. Korábban a Show Me the Money 3 varietéműsor harmadik szezonjában versenyzett.

## Tanulmányai
- Szöul Csamdong (Jamdong) Általános Iskola alsó osztály
- Csamsil (Jamsil) Általános Iskola felső osztály
- Jongpha (Yeongpa) Lányközépiskola

## Pályafutása
2013 augusztusában szerepelt a G bus televíziós műsorban, egy buszon Kjonggi (Gyeonggi) tartományban.
2016-ban a My Runway című websorozatban szerepelt a főszereplő gyerekkori barátjaként.

## Diszkográfia

### Középlemezek
| Cím                                                                                           | Az album részletei | Toplisták | Eladási adatok |
| Cím                                                                                           | Az album részletei | KOR       | Eladási adatok |
| --------------------------------------------------------------------------------------------- | --- | --------- | -------------- |
| Like It                                                                                       | - Megjelenés: 2014. augusztus 29 - Kiadó: MAPPS Entertainment, NHN Entertainment - Formátumok: CD, digitális letöltés Albumlista 1. Que Sera Sera (케세라세라) 2. Like It (버스안에서) 3. Liar 4. Put It Down                | -         | Nincs adat     |
| Musik                                                                                         | - Megjelenés: 2016. június 23 - Kiadó: MAPPS Entertainment, LOEN Entertainment - Formátumok: CD, digitális letöltés Albumlista 1. No Jam 2. 2 Beer (맥주 두 잔) 3. Free Time (자유시간) 4. Rooftop Room (옥타빵) 5. Cover Up | 28        | - KOR: 782+    |
| The Sun, The Moon                                                                             | - Megjelenés: 2017. április 14 - Kiadó: MAPPS Entertainment, CJ E&M - Formátumok: CD, digitális letöltés Albumlista 1. The Sun, The Moon In Love 2. In The Rain 3. "'Stop Calling (그만 연락해) 4. Sleep Tight (잘자)        | 28        | - KOR: 620+    |
| Yeah!sool                                                                                     | - Megjelenés: 2019. augusztus 20 - Kiadó: MAPPS Entertainment - Formátumok: CD, letöltés, streaming Albumlista 1. Yeah Yeah 2. Let's Drink Up 3. I Wonder If This Is Right 4. I'll Give You Everything 5. Warning 6. Say Hi  | _         | Nincs adat     |
| A "-" olyan kiadásokat jelöl, amelyek nem értek el helyezést vagy nem jelentek meg a régióban | |           |                |

### Kislemezek
| Cím                                                                                           | Év   | Toplisták | Értékesítés ( DL ) | Album                        |
| Cím                                                                                           | Év   | KOR       | Értékesítés ( DL ) | Album                        |
| --------------------------------------------------------------------------------------------- | ---- | --------- | ------------------ | ---------------------------- |
| First Love közreműködő előadó: Se-A                                                           | 2013 | -         | Nincs adat         | Album nélküli kislemez       |
| Liar közreműködő előadó: Se-A                                                                 | 2014 | -         | Nincs adat         | Album nélküli kislemez       |
| Put It Down közreműködő előadó: Min Hoon-ki                                                   | 2014 | -         | Nincs adat         | Like It                      |
| Like It (버스 안에서)                                                                         | 2014 | -         | Nincs adat         | Like It                      |
| Superstar (슈퍼 스타) közreműködő előadók: D.O., San E, C-Luv                                 | 2015 | 5         | - KOR: 433 640+    | Unpretty Rapstar 1           |
| To Mom közreműködő előadó: Insooni                                                            | 2015 | 23        | - KOR: 166 534+    | Unpretty Rapstar 1           |
| Feedback (피드백) közreműködő előadó(k): Lil Cham, Bora, Jace, Adoonga                        | 2015 | 18        | - KOR: 96 633+     | Album nélküli kislemez       |
| #White Style (#화이트 스타일) közreműködő előadó: Kim Ho-yeon                                 | 2015 | 21        | - KOR: 108 420+    | Album nélküli kislemez       |
| You & Me (심상치 않아) közreműködő előadó(k): Jooyoung                                        | 2015 | 34        | - KOR: 165 817+    | Album nélküli kislemez       |
| Not Enough (성에 안차) Jace-től                                                               | 2015 | -         | Nincs adat         | Album nélküli kislemez       |
| 3sec (3초) közreműködő előadó(k): Homme                                                       | 2015 | 66        | - KOR: 31 568+     | Album nélküli kislemez       |
| Love Talk közreműködő előadó(k): Hwasa                                                        | 2015 | 43        | - KOR: 81 336+     | Album nélküli kislemez       |
| Jealousy (질투) közreműködő előadó(k): Yoo Sung-eun                                           | 2016 | 34        | - KOR: 99 695+     | Album nélküli kislemez       |
| 2 Beer (맥주 두 잔)                                                                           | 2016 | 17        | - KOR: 155 075+    | Musik                        |
| No Jam                                                                                        | 2016 | 74        | - KOR: 52 318+     | Musik                        |
| Rooftop Room (옥타 빵)                                                                        | 2016 | -         | Nincs adat         | Musik                        |
| Finding Differences (틀린그림찾기) közreműködő előadó(k): Im Szurong (Lim Seul-ong)           | 2016 | 34        | - KOR: 149 132+    | Hamburo ethuthage OST        |
| What the Hiphop!? (#WTF) közreműködő előadó(k): Hong Degvang (Hong Dae-kwang)                 | 2016 | 33        | - KOR: 64 483+     | Album nélküli kislemez       |
| Spring Again (왜 또 봄이야) közreműködő előadó(k): Cao Lu, Yerin                              | 2017 | 37        | - KOR: 82 419+     | Album nélküli kislemez       |
| B-Day közreműködő előadó(k): Lucy                                                             | 2017 | -         | Nincs adat         | Album nélküli kislemez       |
| Sleep Tight (잘자) közreműködő előadó(k): Kilgubonggu (Gilgubonggu)                           | 2017 | 61        | - KOR: 60 506+     | The Sun, The Moon            |
| "About to Cry" (울기 일보 직전) közreműködő előadó(k): Stella Jang                            | 2017 | -         | Nincs adat         | Story About: Some, One Month |
| Fruity közreműködő előadó(k): Hyolyn                                                          | 2017 | -         | Nincs adat         | Album nélküli kislemez       |
| It's Okay közreműködő előadó(k): Heize                                                        | 2018 | 73        | Nincs adat         | Album nélküli kislemez       |
| 100%                                                                                          | 2018 | __        | Nincs adat         |                              |
| Say Hi közreműködő előadó(k): Woody                                                           | 2019 | -         | Nincs adat         | Yeah! Sool                   |
| Happy Life közreműködő előadó: Giant Pink                                                     | 2019 | -         | Nincs adat         | Sugar Man 3                  |
| A „-” olyan kiadásokat jelöl, amelyek nem értek el helyezést vagy nem jelentek meg a régióban |      |           |                    |                              |

## Fordítás
Ez a szócikk részben vagy egészben  a   Kisum című angol Wikipédia-szócikk ezen változatának fordításán alapul.  Az eredeti cikk szerkesztőit annak laptörténete sorolja fel. Ez a jelzés csupán a megfogalmazás eredetét és a szerzői jogokat jelzi, nem szolgál a cikkben szereplő információk forrásmegjelöléseként.